# Kőhegyi Mihály
Kőhegyi Mihály (Katymár, 1934. március 11. – Pörböly, 2001. június 18.) régész, múzeumigazgató, numizmatikus.

## Tanulmányok
Középiskolai tanulmányait a bajai III. Béla Gimnáziumban végezte. Itt érettségizett 1953-ban. Dr. Solymos Ede, a bajai Türr István Múzeum néprajzkutató igazgatója, egy lelet bejelentés kapcsán, még diákként ismerte meg. A találkozásokból nemsokára munkakapcsolat formálódott. Kőhegyi középiskolás diákként a múzeum külsős munkatársa lett: terepbejárásokat végzett, régészeti adatokat, leleteket gyűjtött, cserébe a múzeumigazgató hozzájárult ahhoz, hogy használhassa a múzeum könyvtárát. A továbbtanulása magától értetődő volt. 1953-ban felvételt nyert az Eötvös Loránd Tudományegyetem Bölcsészettudományi Karának régész szakára. Olyan neves tanárok oktatták, mint Banner János, Oroszlán Zoltán és László Gyula. 1958-ban szerzett diplomát.

## Tudományos munka
Egyetemi tanulmányainak befejezése után a Magyar Nemzeti Múzeumban Párducz Mihálynál töltött gyakornoki évet. Ezt követően visszatért Bajára, ahol első és egyetlen munkahelyén, a Türr István Múzeumban először régész, majd 1986 és 1996 között igazgató volt. 40 esztendőn át volt a bajai múzeum régészeti gyűjteményének gyarapítója, gondozója. Számos leletmentést, ásatást vezetett Baján és környékén.
Legjelentősebb régészeti kutatása a madarasi 2-5. századi szarmata temető, amelynek feltárása közel 13 évig tartott, 1963 és 1975 között.
Tudományos munkássága rendkívül szerteágazó, nemcsak az archeológia érdekelte. A numizmatikában, nyelvészetben, irodalomtörténetben, helytörténetben és az egyháztörténetben is végzett kutatásokat. Sokat publikált. Nyugdíjba vonulását követően is aktívan kutatott és publikált egészen haláláig. Bibliográfiájában közel ezer régészeti, numizmatikai, történeti tanulmány, tudományos dolgozat és ismeretterjesztő cikk szerepel.

## Elismerések
A numizmatika terén végzett kiemelkedő munkássága elismeréseként 1988-ban a Magyar Numizmatikai Társulat alelnökévé választották. Az 1980-as, 1990-es években több szakmai és városi díjjal is kitüntették. Elsők között kapta meg 1982-ben kiemelkedő muzeológusi, illetve a múzeumügy fejlesztése érdekében végzett tevékenységéért a Móra Ferenc-emlékérmet. Numizmatikai eredményeiért 1988-ban a Réthy László-érmet nyerte el. Bács-Kiskun megye tudományos díját 1988-ban és 1996-ban is kiérdemelte. A Baja városért kitüntető díjat 1996-ban, a Rómer Flóris-érmet 1999-ben vehette át. 2001-ben Baja város díszpolgára lett.